# Arco de Tabriz

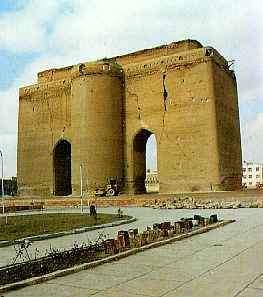
O arco antes da revolução, quando foi transformado no Parque Mellat

O Arco de Tabriz (em persa: ﺍﺭﮒ ﺗﺒﺮﻳﺰ, também conhecido como Arco de Alixá (Arg-e Alishah), Arco da Cidadela (Arg Citadel) Masjide Alixá (Masjid Ali-Shāh), são os restos remanescentes de uma grande fortificação e muralhas da cidade no centro de Tabriz. A estrutura do arco é visível a partir de longas distâncias no centro de Tabriz, se não for bloqueada por novos edifícios elevados.
A estrutura foi inicialmente levantada como um mausoléu no século XIV durante a era do Ilcanato. No entanto, com a morte súbita do governador da cidade e com algumas complicações construtivas na construção de um edifício coberto sem pilar para um complexo tão grande, a estrutura do mausoléu permaneceu incompleta. No século XIX, com o aumento das tensões entre o Irã e a Rússia, a estrutura rapidamente se transformou no forte da cidade e instalações militares adicionais, como um quartel e uma fundição de canhão, foram adicionadas à estrutura original. Durante o século XX, as instalações militares foram removidas da construção original e os arredores do arco se transformaram em um parque. No final do século XX, uma grande mesquita foi construída ao lado da cidadela.

## História
A construção original foi feita entre 1318 e 1339, durante o Ilcanato. Durante a construção, o teto do mausoléu desmoronou e a construção foi interrompida depois. Séculos depois, entre o início da Guerra Russo-Persa de 1804-1813, e a Guerra Russo-Persa de 1826-1828, o complexo foi rapidamente reconstruído como um complexo militar. Durante a reconstrução do complexo do arco, foi construída uma fábrica de fundição para a fabricação de canhões do exército iraniano, bem como um quartel-general militar, um quartel para as tropas e um pequeno palácio. Samson Makintsev (mais conhecido como Samson Khan), general iraniano Cajar de origem russa, viveu dentro da cidadela durante anos junto com sua esposa, a filha do príncipe Alexandre da Geórgia.

## Destruição durante a era Pálavi
Durante a era Pálavi, partes do arco que haviam sido construídas no século XIX durante a dinastia Cajar foram destruídas. Esta destruição foi com o objetivo de purificar a construção do arco original do seu desenvolvimento posterior. A parte sul do arco foi transformada num parque, o "Mellat Garden" (parque iluminado do povo), antes da Revolução Iraniana em 1979.